# 米庄镇
米庄镇是中华人民共和国湖北省襄阳市襄州区下辖的一个镇。

## 行政区划
米庄镇下辖以下村级行政区划单位：
米庄社区、谢洼社区、顺政河社区、桐树店社区、孙庄社区、连山社区、孙庄村、清河村、米庄村、叶店村、何庄村、刘家村、马庄村和王湖冲村。